# Mahogany (саундтрек)
Mahogany — саундтрек к фильму «Красное дерево», выпущенный в октябре 1975 года. Автором музыки к фильму стал композитор Майкл Массер, также в альбоме присутствуют инструментальные композиции Джила Акси и Джереми Джексона. Специально для фильма Дайана Росс записала песню «Theme from Mahogany (Do You Know Where You’re Going To)», которая заняла первое место в чарте Billboard Hot 100. Сам альбом добрался до 19-м места в чарте Billboard Top LPs & Tape.

## Список композиций
Сторона «А»:
1. «Theme from Mahogany (Do You Know Where You’re Going To)» — 3:17
2. «Feeling Again» — 3:16
3. «You Don’t Ever Have to Be Alone» — 2:34
4. «Can You Hear It in My Music» — 3:32
5. «Christian’s Theme» — 1:40
6. «After You» — 2:13
7. «Theme from Mahogany (Do You Know Where You’re Going To) (Instrumental)» — 2:46

Сторона «Б»:
1. «My Hero Is a Gun» — 3:16
2. «Cat Fight» — 1:28
3. «Erucu» — 1:23
4. «Let’s Go Back to Day One» — 1:36
5. «Tracy» — 2:09
6. «She’s the Ideal Girl» — 2:43
7. «Sweets (And Other Things)» — 1:52
8. «Mahogany Suite» — 5:29

## Позиции в хит-парадах
Еженедельные чарты:
| Хит-парад (1975)                       | Высшая позиция |
| -------------------------------------- | -------------- |
| Австралия (KMR)                        | 59             |
| Канада (RPM)                           | 98             |
| Нидерланды (Album Top 100)             | 10             |
| США (Billboard 200)                    | 19             |
| США (Billboard Top R&B/Hip-Hop Albums) | 15             |

Годовые чарты:
| Хит-парад (1976)                   | Позиция |
| ---------------------------------- | ------- |
| Канада (RPM Year-End)              | 39      |
| США (Billboard Top Popular Albums) | 86      |